# سووویکوو (استان اوپوله)
سووویکوو (به لهستانی: Słowików) یک منطقهٔ مسکونی در لهستان است که در گمینا رودنگکی واقع شده‌است. سووویکوو ۱۵۴ نفر جمعیت دارد.